# 279397 Dombeck
279397 Dombeck este o planetă minoră (asteroid), cu un diametru de 2,762 km, din centura de asteroizi. A fost descoperită pe 16 februarie 2010 la Haleakalā Observatory⁠(d) de Pan-STARRS⁠(d). 
Obiectul prezintă o orbită caracterizată de o semiaxă mare de 3,0617907832627 UAi, o excentricitate de 0,11, o înclinație de 12,7 ° în raport cu ecliptica.